# A62 (motorväg, Grekland)
A62 är en motorväg i Grekland som går mellan Aten-Elefthérios Venizélos internationella flygplats och A6.